# Кілікійські пірати

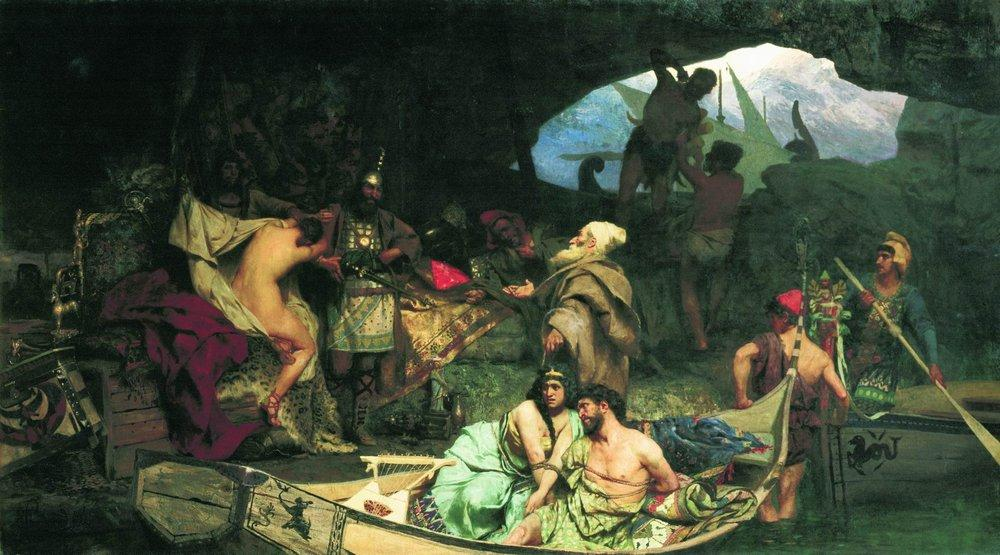
Ісаврійські пірати, що продають видобуток (Печера піратів) (картина також відома як Корсари). Генріх Семирадський, 1880 (Харківський художній музей).

Кілікійські пірати — пірати, що діяли в східній частині Середземного моря з ІІ століття до н. е. до їхнього розгрому Помпеєм Великим у 67 році до н. е. Вони базувались в портах та прибережних печерах Кілікії і серйозно ускладнювали морську торгівлю у східному Середземномор'ї.

## Походження

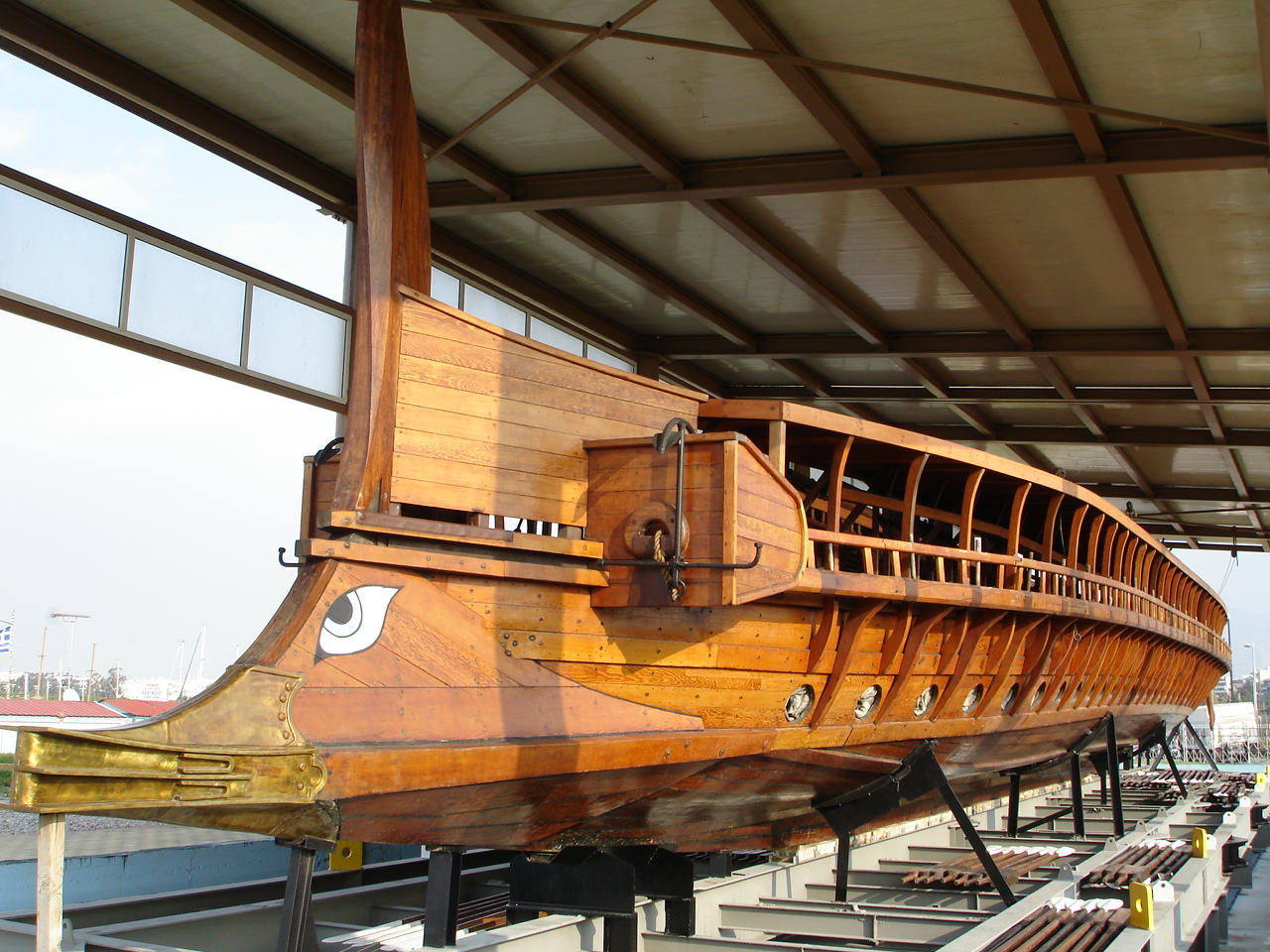
Реконструкція грецької трієри

Через занепад держави Селевкідів у II столітті до нашої ери у східному Середземномор'ї виник політичний вакуум, що сприяв поширенню в цьому регіоні добре організованого піратства, базою для якого служили порти та прибережні печери на узбережжі Кілікії. Після Апамейского мирного договору 188 р. до н. е., Кілікія формально продовжувала належати царю Антіоху III, але й без того слабкий вплив у ній Селевкідів повністю занепав через умови миру з Римом, які обмежували флот Селевкідів лише до 12 бойових кораблів і забороняли їм будь-які операції на захід від річки Калікаднос. Відтак місцеві піратські традиції, які ніколи не повністю не припинялись, відродились з новою силою. Піратство особливо посилилося під час Мітрідатових війн в 80-х і 70-х роках до н.е. Згідно з Аппіаном, сам Мітрідат VI вивів піратство на новий рівень і був настільки тісно пов'язаний з піратами, що, коли одного разу його корабель потрапив у кораблетрощу, він без сумнівів пересів на піратський корабель щоб дістатись додому.
Найважливішою фортецею піратів було місто Коракесіон у Памфілії (сучасна Аланія). Тут у 138 до н. е. базувався флот претендента на трон Селевкідів Діодота Трифона. Згідно з істориком Страбоном, найманці, які брали участь у битвах тих часів, стали джерелом для формування піратських загонів, які швидко збільшувались в кількості, особливо тому, що работоргівля була дуже прибутковою.
«Купець, приставай і вивантажуй корабель, все продано» — говорила приказка на Делосі в ті часи. Делос був як центром культу Аполлона і Артеміди, так і эмпорієм (торговим центром), який отримав торгові привілеї рішенням Римського сенату в 167 р. до н. е. і центром работоргівлі для всього Середземномор'я, поки Мітрідат не знищив його в 88 р. до н. е. У піратів не було проблем із продажем «товару»: Делос «був здатний одного дня прийняти і продати десятки тисяч рабів» (щоправда, відомий антикознавець Вільям Уестерман сумнівався в цій цифрі).

Правителі Сирії не могли приборкати піратство, Кіпр та Єгипет підтримували його, оскільки воно шкодило Сирії, не міг нічого зробити з піратством і флот Родосу. Для Риму кілікійське піратство було спочатку корисним, тому що після руйнування Коринфу та Карфагену потреба багатих римлян у рабах була дуже великою. Оскільки кілікійські пірати стали домінувати в работоргівлі, вони, таким чином, стали основними постачальниками товару, що мав надважливе значення для римської економіки.

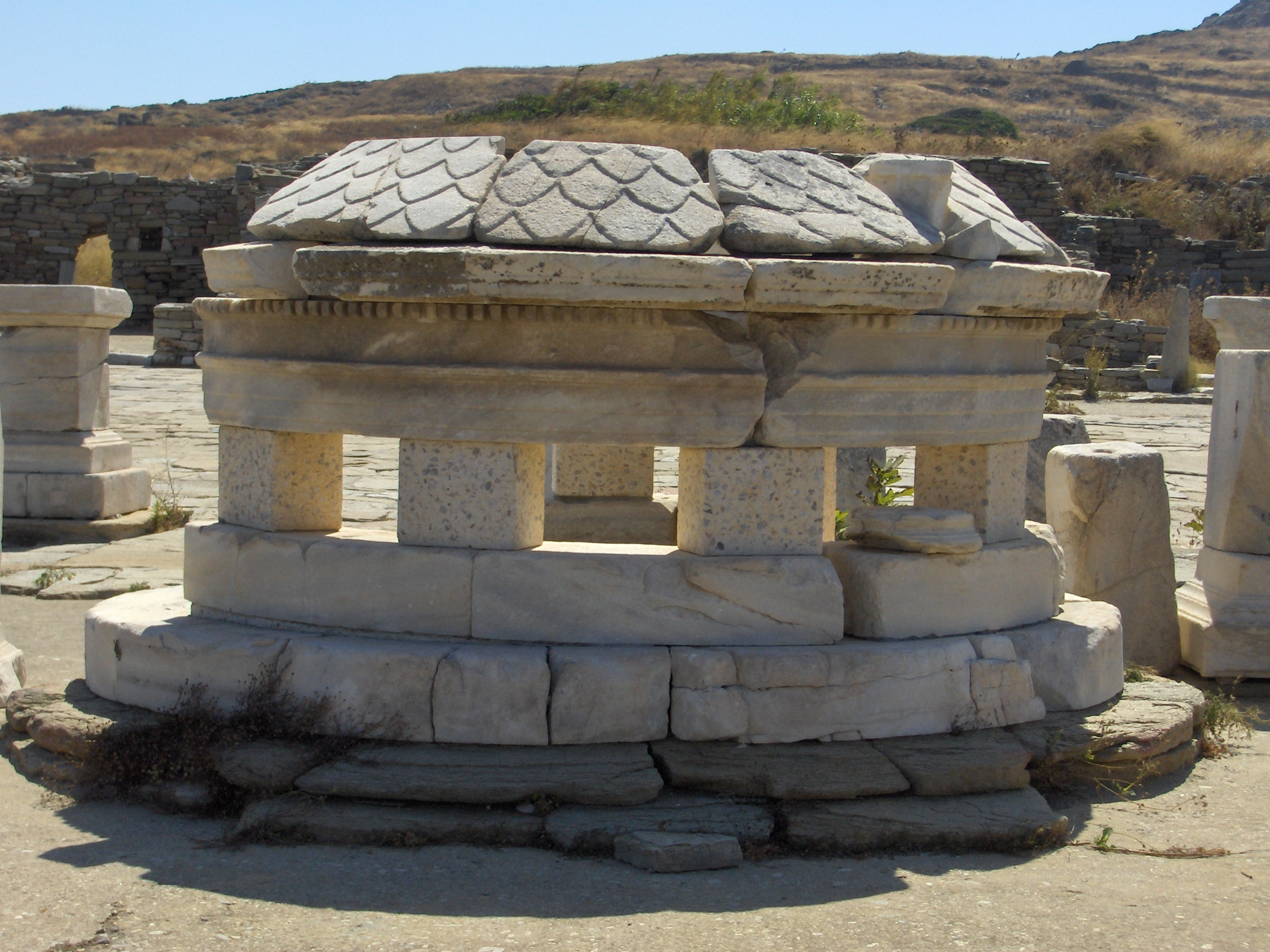
Агора Делоса, на той час великий ринок работоргівлі

Очевидно, була ще одна причина байдужості римлян: грабіж і поневолення людей здійснювалися у великих масштабах від імені Риму відкупниками податків. Дійшло до того, що цар Вифінії Нікомед III 104 р. до н. е. на прохання про допоміжні війська відповів, що у них їх немає, тому що публікани викрали всіх сильних чоловіків.
У містах Олімпос, Корікос, Фаселіс, Атталія і Сіде пірати могли зайти в порт і відкрито торгувати, у тому числі продавати як рабів людей, захоплених під час морських набігів, не приховуючи, що незаконно продавали вільнонароджених. Часом деякі з цих міст потрапляли під пряме управління піратів: так, Олімпос, Корікос і Фаселіс опинилися під владою пірата на ім'я Зенікет, який заснував там невелику піратську імперію, історія якої, однак, була нетривалою. Коли римські війська Публія Сервілія Ватії 77 р. до зв. е. штурмували його фортецю на горі Олімпос, він спалив себе та всю свою родину. Таким чином, хоча назва «кілікійських піратів» є загальнопоширеною, фактично вона вводить в оману, оскільки центри піратської діяльності перебували не тільки в Кілікії, але частково і в Лікії, як держава Зенікета, і в Памфілії.
Крім того, що пірати мали численні укріплені укриття на Кілікійському узбережжі, вони контролювали порти на Криті і мали бази (Плутарх називає число 400) по всьому Середземному морю до Балеарських островів і Гібралтарської протоки. За словами Аппіана, пірати були людьми змішаного походження: частково кілікійці, частково сирійці, кіпріоти, памфілійці та понтійці. В основному вони були найманцями Мітрідатових воєн, які після поразки Мітрідата продовжували своє смертельне ремесло самостійно.

## Культура піратів
За часів свого розквіту кілікійські пірати вже не були простою бандою розбійників: за словами Плутарха, вони мали понад 30 000 моряків на 1000 кораблів, що завоювали 400 міст, вони були добре організовані, але особливо обурювала людей їхня безсоромна розкіш. Пірати, зовсім не схожі на обірваних головорізів, займалися своїм промислом на кораблях із позолоченими вітрилами, пурпуровими навісами на верхній палубі та посрібленими веслами.
Крім вишуканого життя, пірати також відрізнялися грубим почуттям гумору:
|  | Коли будь-який полонений оголошував, що він римлянин і називав своє імя, вони, вдаючи переляк і засмучення, хлопали себя по стегнам і становились на коліна, благаючи про вибачення. Нещасний бранець вірив їм, дивлячись на їх принижені прохання. Потім одні одягали йому взуття, інші облачали його в тогу, для того, щоб мовляв не помилитись надалі. Вдосталь познущавшись над ним таким чином і насолодившись його муками, вони, нарешті, спускали сред моря сходні і наказували йому висаджуватись з корабля з побажанням щасливої дороги, якщо ж нещасний відмовлявся, його скидали за борт силоміць. |

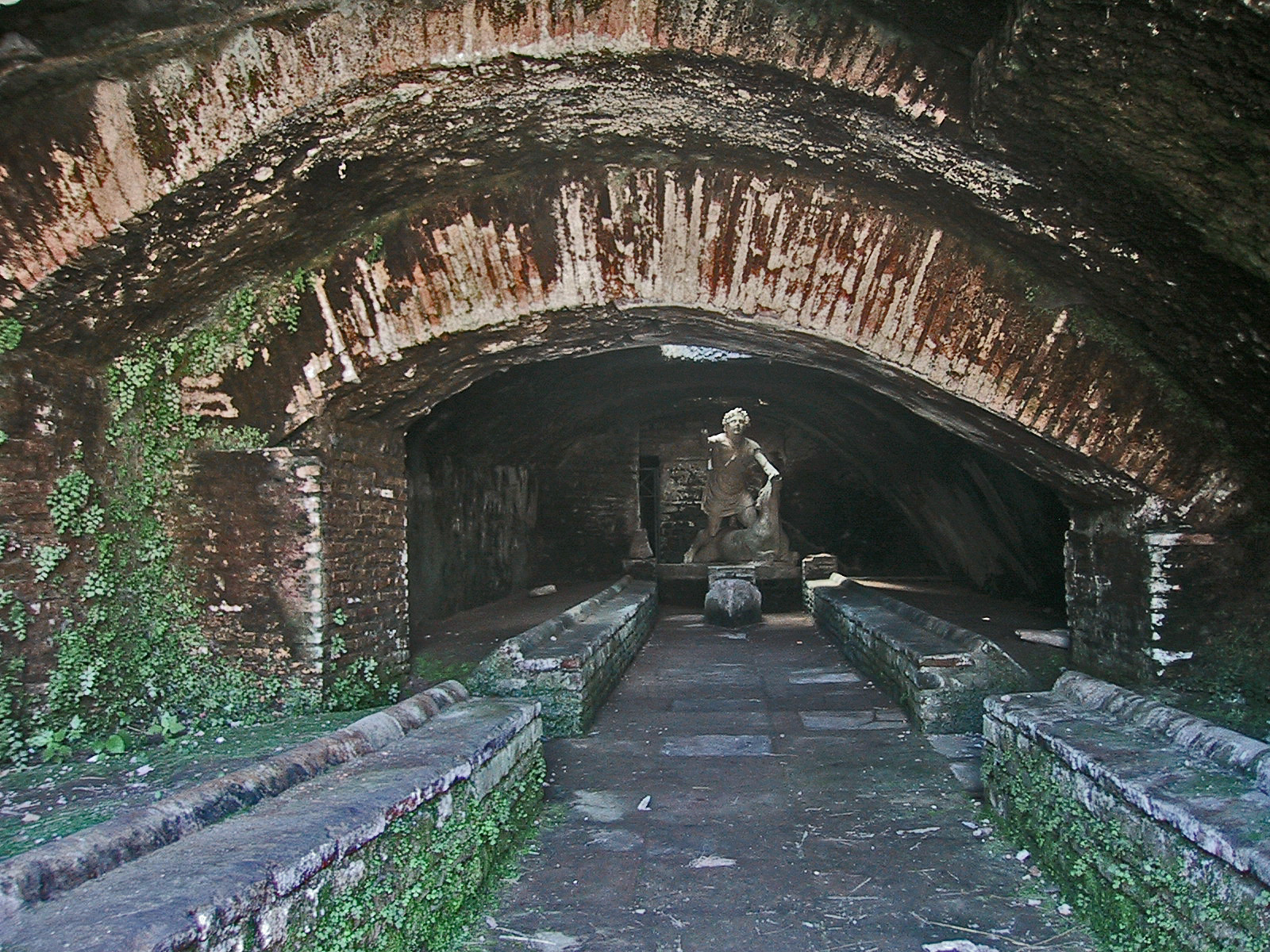
Храм Мітри в Остії

Як особливість піратів Плутарх зазначає, що вони були першими відомими людьми, хто поклонявся Мітрі. Повідомлялося, що вони робили дивні церемонії в Олімпосі, приморському місті в затоці Памфілії, але на честь Мітри чи іншого божества невідомо. Недалеко від того місця була гора Химера, культове місце, відоме постійними підземними вогнями; у часи Зенікета з нього били видимі здалеку язики полум'я .
Що стосується інших богів, крім Мітри, то пірати не виявляли перед ними ніякого страху чи благочестя, оскільки безперервно грабували грецькі храми та святилища, такі як у Кларосі і Самотракії, святилище Аполлона в Дідімі, храм Геї в Герміоні, храм Асклепія в Епідаврі, храми Посейдона на Коринф, на Тенароні та Калаврії, Аполлона — на Акціумі та Лефкасі, Гери — на Самосі, Лакініоні і в Аргосі. Навіть враховуючи той факт, що храми раніше грали роль банків, поведінка піратів була вкрай зухвалою.

## Перші спроби Риму приборкати піратів
Перші військові дії Риму проти піратів не принесли серйозного успіху. Так було в 102 року до зв. е. з ними бився Марк Антоній Оратор, будучи претором Кілікії, за що йому навіть влаштували тріумфальну ходу; а Марк Антоній Критський, його син і батько знаменитого Марка Антонія, будучи претором у 74 році до н. е., отримав imperium infinitum (" необмежені повноваження ") для боротьби з піратством на Криті . Дії Луція Ліцинія Мурени також не дали жодних помітних успіхів . Він повинен був атакувати як із землі вздовж північного схилу Тавра, так і з моря вздовж південного узбережжя Малої Азії, мабуть, слідуючи давньому плану Сулли. Незважаючи на те, що він зайняв Кибиру, його невдачі в протистоянні з Мітрідатом унеможливили послідовні дії проти піратів і призвели до його усунення в 81 році до н. е. .
Роль Гнєя Корнелія Долабелли, проконсула Кілікії з 80 року до н. е.., і його проквестора Гая Верреса була ще більш безславною: за словами Цицерона, вони грабували населення і викликали спустошення та заворушення в регіоні. Після повернення Долабелли в 79 р. до зв. е. під тиском суспільства було проведено повторне судове провадження, на якому Гай Веррес приписав всю провину Долабеллі. У результаті Долабелла був засуджений, а Веррес — виправданий на підставі своїх свідчень.
Після Долабелли в 78-74 до н. е. проконсулом Кілікії був Публій Сервілій Ватія, який також бився з піратами. Він, за словами Флора, був першим римлянином, який перетнув Тавр. Після перемоги над ісаврійцями він був нагороджений почесним ім'ям Ісаврик і в 74 р. до зв. е. удостоєний тріумфу. Але це досягнення не мало довгострокового ефекту. Хоча успіх у самій Кілікії був значним, і Ватія, згідно з Амміаном Марцелліном, обклав цей регіон данину, проте римляни не змогли запобігти втечі піратів морем. Тим удалося швидко створити нові бази, особливо на Криті, де вони незабаром витіснили місцевих піратів.

## Полон Юлія Цезаря
Відповідно до відомої історії, описаної Веллеєм Патеркулом, Светонієм і, особливо колоритно, Плутархом, група піратів сама стала об'єктом суворого гумору молодого Гая Юлія Цезаря. Дорогою на Родос для подальшої освіти в 75/74 р. до н. е. він потрапив до рук піратів, які уклали його в полон на острові Фармакуса біля Мілета. Викрадачі спочатку вимагали викуп у 20 талантів, який Цезар вважав таким, що не відповідає значенню його особистості; натомість він запропонував заплатити 50 талантів. Щоб зібрати цю суму, він відіслав більшість своїх супутників і залишив із собою лише свого особистого лікаря та двох слуг. Упродовж кількох тижнів очікування викупу Цезар невимушено жив серед піратів і здавався не ув'язненим, а правителем. Він займався спортом, велів своїм викрадачам поводитися тихо, коли йому хотілося спати, і писав вірші та промови, які читав піратам вголос. Якщо ті недостатньо захоплювалися ними, він називав піратів неосвіченими варварами і жартівливо погрожував їх повісити; піратів це забавляло, оскільки вони вважали його балакучим і невинним.
Через 38 днів люди, надіслані Цезарем, повернулися з необхідним викупом, який дали міста Малій Азії. Оскільки Цезар, молодий впливовий римський патрицій, був захоплений полон багато в чому через те, що ці міста недостатньо охороняли узбережжя, їм довелося задовольнити його вимогу про виплату викупу. Як тільки його було звільнено, він швидко зібрав у порту Мілета невеликий флот і наздогнав своїх викрадачів. У короткому бою більшість піратських кораблів потонуло або захопили, хоча деяким вдалося врятуватися. Цікаво, що при цьому Цезар виступав як приватна особа .
Після цього Цезар привіз полонених піратів у Пергам, помістив їх там під охорону і особисто вирушив до Віфінії до пропретора Марка Юнка, який керував провінцією Азією з проконсульським імперієм. По суті Юнк був відповідальний за покарання заарештованих, але відмовився задовольнити вимогу Цезаря про страту піратів. За словами Плутарха, він сподівався на багаті здобутки піратів, за словами Веллея — на високі доходи від їхнього продажу в рабство. Проте Цезар швидко повернувся до Пергаму до того, як туди прийшов наказ пропретора, і розіп'яв усіх піратів самостійно. Свєтоній повідомляє, що Цезар позбавив їх від болісної смерті, перерізавши їм горло перед розп'яттям. Згідно з збереженим фрагментом загублених писань римського антиквару Фенестелли, страту захоплених піратів було здійснено не розп'яттям, а обезголовленням .

## Війна Помпея

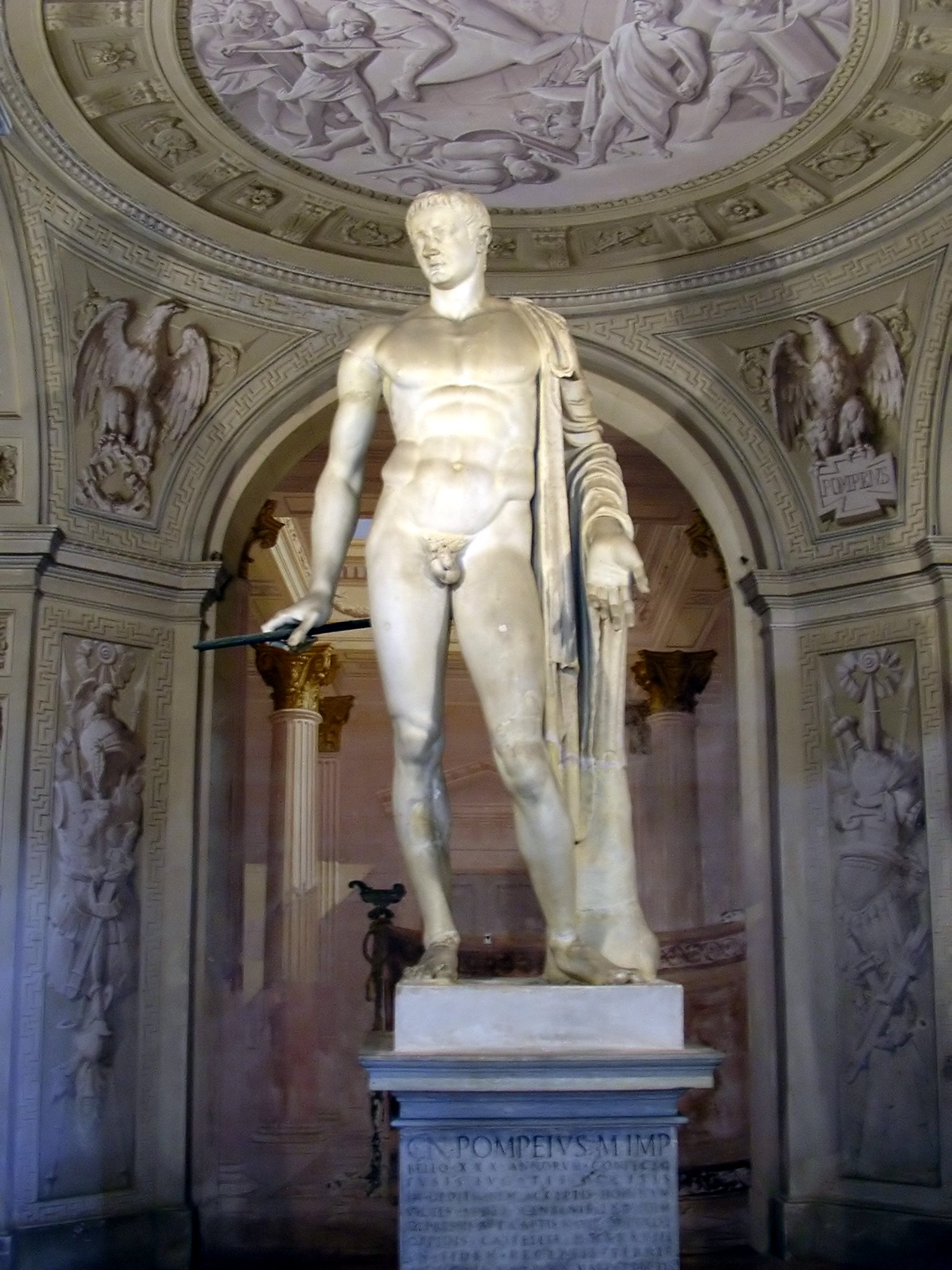
Імовірно статуя Помпея у вигляді героя (віла Арконаті, Мілан)

Нарешті, пірати, які контролювали Східне Середземномор'я, стали не тільки порушувати постачання зерна до Риму, а й грабувати узбережжя самої Італії, де вони іноді викрадали благородних римлянок, включаючи дочку одного тріумфатора, демонструючи, що вони почуваються господарями моря і не бояться римської морської могутності. Дійшло до того, що вони пограбували двох римських преторів, Секстилія і Белліна, разом з лікторами та імперськими відзнаками.
У цьому нестерпному становищі Гней Помпей Великий 67 року до зв. е.. отримав на підставі закону Габінія екстраординарний імперій з усіма повноваженнями. Під його командування перейшло все Середземне море та його прибережні райони приблизно на 75 км углиб материка. Ця територія включала великі території, які на той час були частиною римської держави. Крім того, він отримав необмежені кошти, право здійснювати набір солдатів і флоту з 200, а потім і 500 кораблів. Протягом шести місяців Помпею та його силам вдалося перемогти піратів та відновити безпеку у Середземному морі. Він розділив усе Середземномор'я між підлеглими йому легатами із сенаторського стану наступним чином :
- Іспанія та Гібралтарська протока — Тіберій Клавдій Нерон і Манлій, син Авла, Торкват ;
- Галія та Лігурія — Марк Помпоній;
- Північна Африка, Сардинія, Корсика та острови — Гней Корнелій Лентул Марцеллін і Публій Атілій;
- Італія — Луцій Геллій Публікола та Гней Корнелій Лентул Клодіан;
- Сицилія та Адрія до Акарнанії — Плотій Вар та Марк Теренцій Варрон;
- Пелопоннес, Аттика, Евбея, Фессалія, Македонія та Беотія — Луцій Корнелій Сізенна;
- Грецькі острови, Егейське море та Геллеспонт — Луцій Лоллій;
- Віфінія, Фракія, Пропонтида та Босфор — Марк Пупій Пізон Фругі Кальпурніан;
- Лікія, Памфілія, Кіпр та Фінікія — Квінт Цецилій Метелл Непіт

Наслідком такого системного підходу було те, що пірати більше не могли уникати битв і зрештою змушені були боронитись. Вирішальна битва відбулася у Коракесія, в якому флот Помпея переміг піратський флот. Помпей був готовий приступити до облоги фортеці, але це виявилося непотрібним, оскільки захисники здалися. Це поклало край війні з кілікійськими піратами.

## Наслідки
Згідно з Аппіаном, Помпей захопив 71 корабель шляхом абордажу, ще 306 здалися, зокрема, за Плутархом, 90 військових кораблів з бронзовими таранами. Також здалися 120 піратських укріплень та 20 000 піратів. 10 000 загинули у війні, а це означає, що піратські сили перед війною налічували щонайменше 30 000 осіб. Крім того, Помпей зміг звільнити багатьох ув'язнених, які, повернувшись додому, часто знаходили свій власний кенотаф, оскільки їх вважали мертвими.
На відміну від Цезаря, Помпей не розпинав переможених, а дарував їм життя і робив їх союзниками, що підвищило готовність піратів здатися і допомогти знайти їх останні притулки. Переможених Помпей поселив частково в Кілікії, насамперед у зруйнованих Тиграном II Солах, а також у Малле, Адані та Епіфанії, більшість же він привіз до Діми в Ахайї і зробив їх там землеробами.
Сам Помпей взяв у свій почет безліч колишніх піратів, і деякі з них пізніше брали участь у великих морських битвах громадянської війни на боці Секста Помпея, а пізніше — Марка Антонія. Серед них відомі імена таких колишніх піратів, як Менодор та Таркондімот.
Важливим довгостроковим наслідком цієї відносно м'якої угоди з переможеним ворогом історик Девід Улансі називає поширення митраїзму в римській державі. Як згадувалося вище, пірати були, за Плутархом, першими послідовниками Мітри. Улансі вважає, що коріння мітраїзму лежить у Кілікії, зокрема, в Тарсі, а філософи-стоїки, що жили там, були засновниками цього культу. Після перемоги Помпея колишні пірати служили в римській армії і при цьому розповсюджували культ Мітри.

## Сприйняття
Кілікійські пірати нерідко з'являлися в творах античної літератури. Їхня головна роль полягала в тому, щоб доставити головну героїню у віддалене місце, де вона могла уникати небезпек і протистояти випробуванням, тоді як головний герой шукав її по всьому світу, переживаючи цікаві пригоди. Найвідоміший приклад — роман Харітона Афродісійського «Повість про кохання Херея та Каллірої».
У сучасній популярній культурі кілікійські пірати, на відміну від карибських, залишили лише невеликий слід: вони коротко з'являються в монументальному фільмі Стенлі Кубрика «Спартак» 1960 року, заснованому на однойменному романі Говарда Фаста. Їхня роль там не зовсім відповідає фактам, що дійшли до нас: у фільмі вони повинні були доставити повсталих рабів у їхні країни, але їх підкупив римський воєначальник Марк Ліциній Красс, і тому вони кинули рабів в оточенні. За словами Плутарха, лідер повсталих рабів Спартак справді вів переговори з кілікійськими піратами, але вони мали не повернути повстанців додому, а перевезти 2000 його бійців на Сицилію, де він хотів розпалити нове повстання серед місцевих рабів, помноживши проблеми римлян. Кілікійці прийняли його дари, але не виконали договору.